# Martin Straka
Martin Straka (Plzeň, 3 settembre 1972) è un ex hockeista su ghiaccio e dirigente sportivo ceco, fino al 1993 cecoslovacco. Per gran parte della propria carriera ha giocato nella National Hockey League indossando le maglie di sei diverse squadre. È inoltre general manager e comproprietario dell'HC Plzeň 1929, squadra nella quale è cresciuto.

## Carriera

### Club
Martin Straka crebbe nella formazione giovanile della propria città, Plzeň, esordendo nella stagione 1989-1990 nel campionato cecoslovacco. Fu scelto al primo giro in occasione del Draft NHL del 1992 dai Pittsburgh Penguins, squadra vincitrice delle ultime due edizioni della Stanley Cup.
Nella stagione 1994-95, dopo aver ottenuto soli 16 punti in 31 partite, Straka fu ceduto dai Penguins agli Ottawa Senators in cambio di Norm MacIver e Troy Murray. Anche ad Ottawa Straka trovò difficoltà e nel gennaio del 1996, poco meno di un anno dopo il primo trasferimento, fu nuovamente ceduto insieme a Don Beaupre e alla prima scelta assoluta Bryan Berard ai New York Islanders in cambio di Damian Rhodes e Wade Redden. Rimasto svincolato il 15 marzo 1996 fu ingaggiato dai Florida Panthers, squadra in corsa per i playoff. Con i Panthers giunse fino alla finale della Stanley Cup del 1996, nella quale furono sconfitti per 4-0 dai Colorado Avalanche.
Nella stagione 1997-98 Straka fece ritorno a Pittsburgh. Nelle stagioni successive insieme al connazionale Jaromír Jágr fu uno fra i leader della squadra in assenza di Mario Lemieux. Nella stagione 1998-99 fu autore di 83 punti in 80 partite, e fu convocato per giocare l'NHL All-Star Game. Al termine della stagione 2000-01 stabilì il proprio primato personale con 27 reti e un totale di 95 punti in 82 partite giocate. Tuttavia nel corso della stagione successiva la sua carriera fu messa in serio pericolo a causa di un gravissimo infortunio alla gamba. Nelle stagioni successive ebbe numerosi altri infortuni, fra i quali alcuni alla schiena, alla caviglia e ai legamenti, non riuscendo così a ritrovare la continuità e i risultati di un tempo.
Il 30 novembre 2003 i Penguins cedettero Straka ai Los Angeles Kings in cambio del giovane prospetto Sergej Anšakov e del difensore Martin Štrbák. Nella stagione del lockout Straka fece ritorno in Repubblica Ceca per giocare con l'HC Plzeň. Nell'agosto del 2005 ritornò in NHL firmando un contratto con i New York Rangers, ritrovando così l'ex-compagno di squadra Jágr. Straka vestì la maglia dei Rangers per le tre stagioni successive, totalizzando quasi un punto a gara.
Nel luglio del 2008 Straka lasciò definitivamente il Nordamerica per ritornare in patria nella Extraliga ceca, firmando un contratto con il Plzeň. Divenuto intanto general manager e comproprietario della squadra nella stagione 2012-2013 Straka vinse il titolo nazionale; egli stesso fu autore della rete decisiva nel secondo overtime di Gara-7 contro il PSG Zlín. Il 28 marzo 2014 dopo 25 anni di professionismo Straka annunciò ufficialmente il proprio ritiro dall'attività agonistica.

### Nazionale
Le prime esperienze a livello internazionale per Straka furono quelle con le selezioni giovanili U18 e U20 della Cecoslovacchia con le quali disputò alcuni campionati europei e mondiali, mettendosi così in mostra in vista del Draft NHL.
Nel 1994 esordì con la maglia della Repubblica Ceca. Quattro anni più tardi fu scelto per prendere parte ai Giochi olimpici di Nagano 1998, conquistando la medaglia d'oro. A causa di un infortunio dovette saltare i giochi di Salt Lake City 2002, mentre in occasione di Torino 2006 vinse la medaglia di bronzo. Con la Repubblica Ceca Straka vinse anche il campionato mondiale del 2005 giocato in Austria.

## Palmarès

### Club
- Extraliga ceca: 1

Plzeň: 2012-2013

### Nazionale
- Giochi olimpici: 1

Nagano 1998
- Campionato mondiale di hockey su ghiaccio: 1

Austria 2005

### Individuale
- NHL All-Star Game: 1

1999
- Maggior numero di assist della Extraliga ceca: 1

2010-2011 (44 assist)
- Giocatore dell'anno della Extraliga ceca: 1

2008-2009